# Mephisto Walz
I Mephisto Walz sono un gruppo gothic e death rock formato nel 1986 e sono considerati una band di culto nel panorama death rock californiano, pubblicando principalmente per la Cleopatra Records.
Il loro nome prende spunto dalla raccolta dei Mephisto Waltz composti da Franz Liszt.

## Storia
La band fu formata da Barry Galvin e Johann Schumann nel 1986 a seguito dell'abbandono dei Christian Death, band in cui erano rispettivamente chitarrista e bassista dopo che ebbero scelto con cura una formazione che potesse essere di grande effetto, ossia Jorgue come voce e Arndt alla batteria. Con questa formazione pubblicarono con l'italiana Supporti Fonografici il loro EP omonimo, Mephisto Walz, composto da sei tracce.
Nel 1992 Jorgue e Arndt abbandonarono la band ed entrarono a farvi parte la cantante Christiana e il batterista Stevyn Grey, quest'ultimo quasi subito sostituito da David Glass, dal momento in cui uscì dai Christian Death.
Firmato il contratto con la Cleopatra Records, pubblicarono gli album Terra Regina nel 1993, Thalia nel 1995, Immersion nel 1998, Insidious nel 2004. Il Loro ultimo lavoro è IIIrd Incarnation del 2011 con Sara Reid alla voce come sostituta di Christiana che ha abbandonato per motivi privati.
Le atmosfere sinistre, gli intro melodici, le voci eteree, le distorsioni delle chitarre e la forte scenografia durante i concerti distinguono i Mephisto Walz, che sono divenuti un modello per le band appartenenti allo stesso genere.

## Formazione

### Formazione attuale
- Barry Galvin: voce
- Sara Reid: voce, cori

## Discografia parziale

### Album in studio
- 1992 - Crocosmia (Gymnastic Records)
- 1993 - Terra Regina (Cleopatra Records)
- 1994 - The Eternal Deep (Cleopatra Records)
- 1995 - Thalia (Cleopatra Records)
- 1998 - Immersion (Cleopatra Records)
- 2004 - Insidious (The Fossil Dungeon)
- 2011 - IIIrd Incarnation (Black Lagoon Music)
- 2013 - New Apostles (Black Lagoon Music)

### EP
- 1986 - Mephisto Walz (Supporti Fonografici)
- 1992 - As Apostles Forget (Gymnastic Records)

### Raccolte
- 1995 - Mosaique (Discordia)
- 2000 - Early Recordings 1985-1988 (Cleopatra Records)

### Singoli
- Nightingale/Witches Gold (The Fossil Dungeon)

### Partecipazioni
- Gothik: Music From The Dark Side – Mephisto Walz
- Gothic Erotica – Israel
- Dancing On Your Grave – Facade
- Künstler Zum 13. Wave-Gotik-Treffen – Before These Crimes
- Sonic Seducer – Cold Hands Seduction Vol. 39 – One Day Less
- Strobe Lights Vol. 2 – Hunter's Trail (Strobe Light Mix)
- Kaliffornian Deathrock – Eternal Deep